# Roman Kreuziger
Roman Kreuziger (Moravská Třebová, 6 mei 1986) is een voormalig Tsjechisch wielrenner. Zijn vader, eveneens Roman Kreuziger geheten, was in de jaren 90 ook prof.

## Biografie

### Jeugd
Bij de jeugdcategorieën combineerde Kreuziger zowel het veldrijden als het wegwielrennen. Zo won hij in 2003 de Ronde van Toscane voor junioren en werd hij op het EK veldrijden in eigen land tweede achter Niels Albert. Begin 2004 eindigde hij weer tweede achter Albert, ditmaal tijdens het WK. Tijdens het wegseizoen prolongeerde Kreuziger zijn eindzege in de Ronde van Toscane, en ook wist hij het eindklassement in de Vredeskoers voor junioren te winnen. Peter Velits, Sven Krauß en Piotr Mazur zijn maar enkele namen die dit hem voordeden. Later dat jaar blonk hij uit tijdens de kampioenschappen. Tijdens het Tsjechisch kampioenschap wist hij zowel de tijd- als wegrit te winnen. Tijdens de wereldkampioenschappen in Italië reed hij zowel de weg- als tijdrit. In de tijdrit eindigde hij vijftien seconden achter de Duitser Patrick Gretsch die wereldkampioen werd. Enkele dagen later wist hij zich tot wereldkampioen te kronen; in de slotfase van de wegwedstrijd klopte hij Rafaâ Chtioui uit Tunesië in de spurt. Vanaf 2005 reed Kreuziger bij de beloften. Hij won dat jaar een rit in de Giro delle Regioni, en werd er tweede in het eindklassement achter Luigi Sestili.

### Elite
Vanaf 1 januari 2006 werd Kreuziger prof bij Liquigas, waar hij ploegmaat was van onder andere Franco Pellizotti, Vincenzo Nibali en Danilo Di Luca. Het grote publiek maakte voor het eerst kennis met hem in de proloog van de rittenwedstrijd Parijs-Nice in 2007. Hij werd onverwachts tweede in de korte tijdrit, op één seconde van de Brit David Millar. Een paar maanden later deed hij weer van zich spreken. Wederom behaalde hij een tweede plaats, deze keer in de korte proloog van de Ronde van Romandië. Een jaar later brak Kreuziger definitief door met de eindoverwinning in de Ronde van Zwitserland.
Kreuziger reed van 2006 tot 2010 bij de Italiaanse wielerploeg Liquigas en in 2011 en 2012 voor het Kazachse Astana. Tijdens zijn tweede Giro-deelname in 2012 won Kreuziger voor het eerst een rit in een grote ronde. Tijdens de negentiende rit, een zware bergetappe naar Alpe di Pampeago, viel hij op de voorlaatste klim aan en behield voldoende voorsprong op de Canadees Ryder Hesjedal en de Spanjaard Joaquim Rodriguez.
In 2013 verruilde Kreuziger de Kazachse formatie voor Team Saxo-Tinkoff. Op 14 april 2013 won hij de Amstel Gold Race. Ook behaalde hij in 2013 een vijfde plek in het eindklassement van de Ronde van Frankrijk. Dit ondanks dat hij in dienst diende te rijden van zijn kopman Alberto Contador.
In 2014 wist hij geen overwinningen te behalen. Wel werd hij dat seizoen derde in de Tirreno-Adriatico en achtste in de Ronde van Zwitserland. Na de Ronde van Zwitserland werd bekend dat hij de Ronde van Frankrijk moest missen vanwege afwijkende bloedwaarden in 2011 en 2012. In afwachting van een tuchtprocedure werd de Tsjech geschorst van deelname aan wielerwedstrijden, waardoor hij ook de Ronde van Spanje miste. Kreuziger ontkende doping te hebben gebruikt. Om zijn onschuld aan te tonen, maakte hij zijn biologisch paspoort openbaar en liet hij zich onderwerpen aan een leugendetector. Ook vocht hij de schorsing aan bij het Hof van Arbitrage voor Sport. Eind september 2014 werd hij vrijgesproken.
In 2015 reed Kreuziger zowel de Ronde van Italië als de Ronde van Frankrijk. In 2016 werd hij kampioen van Tsjechië op de weg.

## Palmares

### Overwinningen
2003
Eindklassement Ronde van Toscane, Junioren
2004
1e en 4e etappe deel A Vredeskoers, Junioren
Eindklassement Vredeskoers, Junioren
 Tsjechisch kampioen tijdrijden, Junioren
 Tsjechisch kampioen op de weg, Junioren
2e etappe Ronde van Toscane, Junioren
Eindklassement Ronde van Toscane, Junioren
Eindklassement GP Rüebliland, Junioren
3e etappe deel B Ronde van Lunigiana, Junioren
 Wereldkampioen op de weg, Junioren
2005
3e etappe Giro delle Regioni
2007
1e (ploegentijdrit) en 2e etappe Wielerweek van Lombardije
2008
8e etappe Ronde van Zwitserland (individuele klimtijdrit)
Eindklassement Ronde van Zwitserland
2009
4e etappe Ronde van Romandië
Eindklassement Ronde van Romandië
Clásica San Sebastián (na schrapping Carlos Barredo)
2010
2e etappe Ronde van Sardinië
Eindklassement Ronde van Sardinië
2011
4e etappe Ronde van Trentino
2012
19e etappe Ronde van Italië
2013
Amstel Gold Race
2015
6e etappe USA Pro Challenge
2016
 Tsjechisch kampioen op de weg, Elite
2017
Pro Ötztaler 5500

### Resultaten in voornaamste wedstrijden
| Jaar | Ronde van Italië | Ronde van Frankrijk | Ronde van Spanje |
| ---- | ---------------- | ------------------- | ---------------- |
| 2006 |                  |                     |                  |
| 2007 |                  |                     | 21e              |
| 2008 |                  | 12e                 |                  |
| 2009 |                  | 8e                  | 61e              |
| 2010 |                  | 7e                  | 26e              |
| 2011 | 5e               | 112e                |                  |
| 2012 | 15e (1)          |                     |                  |
| 2013 |                  | 5e                  | opgave           |
| 2014 |                  |                     |                  |
| 2015 | 28e              | 17e                 |                  |
| 2016 |                  | 10e                 |                  |
| 2017 |                  | 24e                 |                  |
| 2018 | 55e              |                     |                  |
| 2019 |                  | 16e                 |                  |
| 2020 |                  | 109e                |                  |
| 2021 |                  |                     |                  |

| Jaar | Milaan-San Remo | Amstel Gold Race | Luik-Bast.‑Luik | Ronde van Lombardije | Waalse Pijl | Clásica San Sebastián | Strade Bianche |  | WK op de weg |  | Wereldranglijsten |
| ---- | --------------- | ---------------- | --------------- | -------------------- | ----------- | --------------------- | -------------- |  | ------------ |  | ----------------- |
| 2006 |                 |                  |                 | opgave               |             |                       |                |  | 87e          |  |                   |
| 2007 |                 | 59e              |                 |                      | 39e         |                       |                |  | opgave       |  | 80e (UPT)         |
| 2008 |                 | 53e              |                 |                      | 51e         | 20e                   |                |  | 51e          |  | 4e (UPT)          |
| 2009 |                 | 18e              | 46e             |                      | 51e         | ↑                     |                |  | opgave       |  | 7e (UWK)          |
| 2010 | 86e             | 5e               | 51e             |                      | 94e         | opgave                |                |  |              |  | 23e (UWK)         |
| 2011 |                 |                  | 4e              |                      |             |                       |                |  |              |  | 32e (UWT)         |
| 2012 |                 |                  |                 |                      |             |                       | 6e             |  | opgave       |  | 20e (UWT)         |
| 2013 |                 | ↑                | 125e            |                      | 17e         | ↑                     |                |  |              |  | 11e (UWT)         |
| 2014 | opgave          | 18e              | 7e              | 23e                  | 8e          |                       | 5e             |  |              |  | 39e (UWT)         |
| 2015 | 29e             | 14e              | 5e              |                      | 11e         | 13e                   | 11e            |  | opgave       |  | 61e (UWT)         |
| 2016 | 56e             | 12e              | 7e              | opgave               | 11e         | 22e                   |                |  |              |  | 61e (UWT)         |
| 2017 |                 | 126e             | 27e             | 32e                  | 72e         | 63e                   | opgave         |  | 48e          |  | 154e (UWT)        |
| 2018 |                 | ↑                | 8e              | 43e                  | 4e          |                       |                |  | 6e           |  | 47e (UWT)         |
| 2019 | 40e             | 18e              | 79e             | opgave               | opgave      |                       | 20e            |  | opgave       |  |                   |
| 2020 | 54e             |                  | opgave          |                      | opgave      |                       |                |  |              |  |                   |
| 2021 |                 | 81e              | opgave          |                      | 47e         |                       |                |  |              |  |                   |

### Resultaten in kleinere rondes
| Jaar | Parijs-Nice | Tirreno-Adriatico | Ronde van Catalonië | Ronde van het Baskenland | Ronde van Romandië | Critérium du Dauphiné | Ronde van Zwitserland | Ronde van Polen |
| ---- | ----------- | ----------------- | ------------------- | ------------------------ | ------------------ | --------------------- | --------------------- | --------------- |
| 2006 |             |                   | 59e                 |                          |                    |                       |                       | 15e             |
| 2007 | 19e         |                   |                     |                          | 6e                 |                       |                       |                 |
| 2008 | opgave      |                   |                     |                          | ↑                  |                       | ↑ (1)                 |                 |
| 2009 | opgave      |                   |                     | 10e                      | ↑ (1)              |                       | ↑                     |                 |
| 2010 | ↑           |                   | 8e                  |                          | opgave             |                       | 16e                   |                 |
| 2011 | 17e         |                   |                     |                          | 63e                |                       |                       |                 |
| 2012 |             | ↑                 |                     |                          | 6e                 |                       | 6e                    |                 |
| 2013 |             | 13e               |                     | 18e                      | 30e                |                       | ↑                     |                 |
| 2014 |             | ↑                 |                     | 17e                      |                    |                       | 8e                    |                 |
| 2015 |             | 10e               |                     |                          |                    |                       |                       |                 |
| 2016 |             | 10e               |                     | 30e                      |                    | 19e                   |                       |                 |
| 2017 |             | opgave            |                     | 33e                      | 35e                | 28e                   |                       |                 |
| 2018 | 19e         |                   |                     |                          |                    |                       | opgave                | 67e             |
| 2019 |             | 27e               |                     |                          |                    |                       | 22e                   |                 |
| 2020 | 24e         |                   |                     |                          |                    | opgave                |                       |                 |

(*) tussen haakjes aantal individuele etappe-overwinningen

## Ploegen
- 2006 –  Liquigas
- 2007 –  Liquigas
- 2008 –  Liquigas
- 2009 –  Liquigas
- 2010 –  Liquigas-Doimo
- 2011 –  Pro Team Astana
- 2012 –  Astana Pro Team
- 2013 –  Team Saxo-Tinkoff
- 2014 –  Tinkoff-Saxo
- 2015 –  Tinkoff-Saxo
- 2016 –  Tinkoff
- 2017 –  Orica-Scott
- 2018 –  Mitchelton-Scott
- 2019 –  Team Dimension Data
- 2020 –  NTT Pro Cycling
- 2021 –  Gazprom-RusVelo

Wielerploegen van Roman Kreuziger
Albasini ·
Andriotto · 
Bäckstedt · 
Calcagni ·
Capecchi ·
Carlström · 
Cioni ·
Colli ·
Curtolo ·
Da Dalto ·
Di Luca ·
Failli ·
Garzelli ·
Gasparotto ·
Kreuziger ·  
Loda · 
Miholjević ·
Milesi ·
Mugerli ·
Nibali ·  
Noè ·
Paolini ·
Pellizotti ·
Quinziato ·
Righetto ·
Spezialetti ·
Wegelius ·
Zanini ·
Basso (stagiair) ·
Fornasier (stagiair) 
Albasini ·
Bäckstedt · 
Beltrán · 
Bertagnolli ·
Bodnar ·
Calcagni ·
Capecchi ·
Carlström · 
Cataldo ·
Chicchi ·
Da Dalto ·
Di Luca ·
Failli ·
Fischer ·
Gasparotto ·
Kreuziger ·  
Koetsjynski · 
Miholjević (tot 15/08) ·
Mugerli ·
Nibali ·  
Noè ·
Paolini ·
Pellizotti ·
Petito ·
Pozzato ·
Quinziato ·
Spezialetti ·
Trenti ·
Vanotti ·
Wegelius ·
Willems
Agnoli ·
Albasini ·
Basso · 
Beltrán (tot 30/09) · 
Bennati ·
Bertagnolli ·
Bodnar ·
Carlström · 
Cataldo ·
Chicchi ·
Corioni ·
Curtolo ·
Da Dalto ·
Fischer ·
Franzoi ·
Kreuziger ·  
Koetsjynski · 
Miholjević ·
Mugerli ·
Nibali ·  
Noè ·
Pellizotti ·
Petito (tot 15/04) ·
Pozzato ·
Quinziato ·
Santaromita ·
Štangelj ·
Trenti ·
Vanotti ·
Wegelius ·
Willems ·
Da Ros (stagiair) ·
Guarnieri (stagiair)
Agnoli ·
Basso · 
Bennati ·
Bodnar ·
Carlström · 
Chicchi ·
Corioni ·
Da Ros (tot 31/03) ·
Fischer ·
Franzoi ·
Guarnieri ·
Kreuziger ·  
Koetsjynski · 
Miholjević ·
Nibali ·  
Noè (tot 30/04) ·
Oss ·
Pellizotti ·
Quinziato ·
Sabatini ·
Santaromita ·
Štangelj ·
Szmyd ·
Vandborg ·
Vanotti ·
Willems ·
Zaugg ·
Benedetti (stagiair) · 
Paterski (stagiair)
Agnoli ·
Basso · 
Bellotti ·
Bennati ·
Bodnar ·
Chicchi ·
Cimolai · 
Dall'Antonia ·
Finetto ·
Guarnieri ·
Kišerlovski ·
Koren ·
Kreuziger ·  
Koetsjynski · 
Nibali ·  
Oss ·
Paterski ·
Pellizotti ·
Quinziato ·
Sabatini ·
J. Sagan ·
P. Sagan ·
Santaromita ·
Szmyd ·
Vandborg ·
Vanotti ·
Viviani ·
Willems ·
Zaugg
Bazajev ·
Clarke ·
Davis ·
Di Grégorio ·
Dyaçenko ·
Fofonov ·
Gasparotto ·
Hryvko ·
M. Iglinski · 
V. Iglinski ·
Jufré ·
Kangert ·
Kasjetsjkin ·
Kessiakoff ·
Kirejev (tot 15/08) ·
Kišerlovski ·
Kreuziger ·
Lorenzetto ·
Masciarelli ·
Mizoerov ·
Nepomnyaşşïy ·
Petrov ·
Renev ·
Štangelj ·  
Tiralongo · 
Vaitkus ·
Vinokoerov ·
Zejts ·
Groezdev (stagiair) ·
Joemabekov (stagiair) ·
Sjoetsjemojin (stagiair) ·
Tlewbajev (stagiair)
Aru ·
Bazajev ·
Božič ·
Brajkovič ·
Dyaçenko ·
Fofonov ·
Gasparotto ·
Gavazzi ·
Groezdev ·
Guarnieri ·
Hryvko ·
M. Iglinski · 
V. Iglinski ·
Kangert ·
Kasjetsjkin ·
Kessiakoff ·
Kišerlovski ·
Kreuziger ·
Masciarelli (tot 31/05) ·
Moeravjov ·
Nepomnyaşşïy ·
Petrov ·
Ponzi ·
Renev ·
Seeldraeyers · 
Silin · 
Tiralongo · 
Vinokoerov  ·
Zejts
Bennati ·
Boaro ·
Breschel ·
Cantwell · 
Christensen ·
Contador ·
Duggan ·
Hernández ·
Juul-Jensen ·
Jørgensen ·
Kreuziger ·
Kroon ·
Kump ·
Lund ·
Majka ·
McCarthy ·
Miyazawa ·
Mørkøv ·
Noval ·
Petrov ·
Paulinho ·
Pires ·
Roche ·
Rogers ·
C. A. Sørensen ·
N. Sørensen · 
Sutherland ·
Tosatto ·
Zaugg ·
Hansen (stagiair) ·
Poljański (stagiair)
Beltrán · Bennati · Boaro · Breschel · Contador · Hansen · Hernández · Juul-Jensen · Kolář · Kreuziger · Kroon · Kump · Majka · McCarthy · Mørkøv · Paulinho · Petrov · Pires · Poljański · Roche · Rogers · Rovny · C.A. Sørensen · N. Sørensen · Sutherland · Tosatto · Troesov · Valgren · Zaugg · Guldhammer (stagiair)
Basso · Beltrán · Bennati · Boaro · Bodnar · Breschel · Broett · Contador · Hansen · Hernández · Juul-Jensen · Kišerlovski · Kolář · Kreuziger · Majka · McCarthy · Mørkøv · Paulinho · Petrov · Pires · Poljański · Rogers · Rovny · J. Sagan · P. Sagan  · Sørensen · Tosatto · Troesov · Valgren · Zaugg · Gogl (stagiair) · Großschartner (stagiair) · Tolhoek (stagiair)
Baška · Bennati · Blythe · Boaro · Bodnar · Broett · Contador · Gatto · Gogl · Hansen · Hernández · Kišerlovski · Kolář · Kreuziger · Majka · McCarthy · Paulinho · Petrov · Poljański · Rogers · Rovny · J. Sagan · P. Sagan   · Tosatto · Trofimov · Troesov · Valgren · Ballerini (stagiair) · Fortunato (stagiair) · Montagnoli (stagiair)
Albasini · Bewley · Chaves · Cheung · Cort · Docker · Durbridge · Edmondson · Ewan · Gerrans · Haig · Hayman · Hepburn · Howson · Impey · Juul-Jensen · Keukeleire · Kluge · Kreuziger · Mezgec · Plaza · Power · Tuft · Verona · A. Yates · S. Yates
Albasini · Bauer · Bewley · Chaves · Durbridge · Edmondson · Ewan · Haig · Hamilton · Hayman · Hepburn · Howson · Impey · Juul-Jensen · Kluge · Kreuziger · Meyer · Mezgec · Nieve · Power · Trentin  · Tuft · Verona · A. Yates · S. Yates
Bak · Boasson Hagen · Cavendish · Cummings · Davies · de Bod · Dlamini · Eisel · Gasparotto · Gebreigzabhier · Gibbons · J. Janse van Rensburg · R. Janse van Rensburg · King · Kreuziger · Mäder · Meintjes · Nizzolo · O'Connor · Renshaw · Slagter · Thomson · Tiller · Valgren · Venter · Vermote · Wyss
Barbero · Battistella · Boasson Hagen · Campenaerts · Carbel · De Bod · Dlamini · Dyball · Gasparotto · Gebreigzabhier · Gibbons · Gogl · Iribe · Janse van Rensburg · King · Kreuziger · Mäder · Meintjes · Nizzolo  · O'Connor · Pozzovivo · Sobrero · Stokbro · Sunderland · Thomson · Tiller · Valgren · Walscheid · Wyss
Bojev · Canola · D. Cima · I. Cima · Kotsjetkov · Kreuziger · Koezmin · Koeznetsov · Nekrasov · Nytsj · Rikoenov · Rovny · Scaroni · Sjaloenov · Strachov · Tsjerkasov · Tsjernetski · Vacek · Velasco · Zakarin · Dversnes (stagiair) · Lucca (stagiair) · Lunder (stagiair)
- Nationale Bibliotheek van Tsjechië: pna2013756279
- Virtual International Authority File: 300199631